# Windows Server Update Services
 Windows Server Update Services (WSUS), trước đây gọi là Dịch vụ cập nhật phần mềm (Software Update Services - SUS), là một chương trình máy tính và dịch vụ mạng được phát triển bởi Microsoft, cho phép quản trị viên phân phối các bản cập nhật và hotfix được phát hành cho các sản phẩm của Microsoft cho máy tính trong môi trường doanh nghiệp. WSUS tải xuống các bản cập nhật này từ trang web Microsoft Update và sau đó phân phối chúng cho các máy tính trên mạng. WSUS là một thành phần không thể thiếu của Windows Server.

## Lịch sử
Phiên bản đầu tiên của WSUS được gọi là SUS. Lúc đầu, nó chỉ cung cấp các hotfix và bản vá cho các hệ điều hành Microsoft. SUS chạy trên hệ điều hành Windows Server và tải xuống các bản cập nhật cho các phiên bản Windows được chỉ định từ trang web Windows Update từ xa do Microsoft vận hành. Khách hàng sau đó có thể tải xuống các bản cập nhật từ máy chủ nội bộ này, thay vì kết nối trực tiếp với Windows Update. Ban đầu Microsoft ban lên kế hoạch kết thúc hỗ trợ SUS vào ngày 6 tháng 12 năm 2006, nhưng dựa trên phản hồi của người dùng, thời hạn được kéo dài đến ngày 10 tháng 7 năm 2007 
WSUS xây dựng trên SUS bằng cách mở rộng phạm vi phần mềm mà nó có thể cập nhật. Cơ sở hạ tầng WSUS cho phép tự động tải xuống các bản cập nhật (update), hotfix, gói dịch vụ (service pack), trình điều khiển thiết bị (driver) và gói tính năng (feature pack) cho khách hàng trong một tổ chức từ máy chủ trung tâm hoặc hệ thống nhiều máy chủ.

## Hoạt động
Windows Server Update Services 2.0 trở lên hoạt động trên kho lưu trữ (repository) các gói cập nhật từ Microsoft. Nó cho phép quản trị viên phê duyệt hoặc từ chối cập nhật trước khi phát hành, buộc các bản cập nhật phải cài đặt trước một ngày nhất định và tạo ra các báo cáo mở rộng về những cập nhật mà mỗi máy tính trong mạng yêu cầu. Quản trị viên hệ thống cũng có thể định cấu hình WSUS để phê duyệt một số lớp cập nhật tự động (cập nhật quan trọng, cập nhật bảo mật, gói dịch vụ, trình điều khiển, v.v.). Người ta cũng có thể phê duyệt các bản cập nhật chỉ để phát hiện, cho phép quản trị viên xem máy nào sẽ yêu cầu cập nhật nhất định mà không cần cài đặt bản cập nhật đó.
Quản trị viên có thể kết hợp WSUS với Group Policy để cấu hình máy tính người dùng cập nhật tự động, đảm bảo rằng người dùng cuối không thể vô hiệu hóa hoặc thay đổi chính sách cập nhật của công ty. WSUS không yêu cầu sử dụng Active Directory; có thể dùng Local Group Policy hoặc chỉnh sửa Windows Registry từ phía người dùng để cấu hình cập nhật tự động cho người dùng.
WSUS sử dụng thư viện .NET Framework, Microsoft Management Console (MMC) và Internet Information Service (IIS) để quản lý, giao tiếp với máy người dùng thông qua giao thức HTTP/HTTPS với cổng mặc định lần lượt là TCP 8530 và TCP 8531. WSUS 3.0 sử dụng SQL Server hoặc Windows Internal Database làm công cụ cơ sở dữ liệu, trong khi WSUS 2.0 sử dụng WMSDE. System Center Configuration Manager (SCCM) có thể nhập các bản cập nhật bảo mật của bên thứ ba vào WSUS.

## Cấp phép
WSUS là một tính năng của Windows Server vì thế nó yêu cầu giấy phép Windows Server hợp lệ cho máy chủ cài đặt dịch vụ. Các máy trạm của người dùng cần giấy phép truy cập máy khách (Client Access License - CAL)  để truy cập các bản cập nhật trên WSUS.
WSUS thường được coi là một sản phẩm miễn phí vì máy chủ chứa CAL đã được trả tiền trong mạng doanh nghiệp có Microsoft Active Directory và do đó không cần phải mua thêm.

## Lịch sử phiên bản
| Phiên bản                            | Ngày                 | Mô tả |
| ------------------------------------ | -------------------- | --- |
| Release Candidate 2.0                | 22 tháng 3 năm 2005  | |
| 2.0                                  | 06 tháng 6 năm 2005  | |
| 2.0 Service Pack 1                   | 31 tháng 5 năm 2006  | Thêm hỗ trợ cho máy khách Windows Vista, bổ sung ngôn ngữ cho máy khách và sử dụng Microsoft SQL Server 2005 làm cơ sở dữ liệu cũng như cải thiện hiệu suất với giao diện người dùng dựa trên web |
| 3.0 Beta 2                           | 14 tháng 8 năm 2006  | Giao diện người dùng dựa trên MMC và nhiều tính năng mới |
| Release Candidate 3.0                | 12 tháng 2 năm 2007  | |
| 3.0                                  | 30 tháng 4 năm 2007  | WSUS 3.0 và WSUS Client 3.0 đã được cung cấp qua WSUS vào ngày 22 tháng 5 năm 2007 |
| 3.0 Service Pack 1 Release Candidate | 01 tháng 11 năm 2007 | |
| 3.0 Service Pack 1                   | 07 tháng 2 năm 2008  | |
| 3.0 Release Candidate                | 25 tháng 8 năm 2009  | Một phần của Windows Server 2008 R2 |
| 4.0                                  | 26 tháng 10 năm 2012 | Một phần của Windows Server 2012 và 2012 R2 |
| 5.0                                  | 26 tháng 9 năm 2016  | Một phần của Windows Server 2016 |